# コートハウス
コートハウス（英語：court house)とは、建物の外周を塀や外壁で閉ざし、内部に設けた庭に面して大きな開口部をとった住宅。通常、建築物と塀とは一体として造られる。周囲が立て込んでいる都市型の住宅に多く見られる。

## 概要
建物や塀で囲まれた中庭（コート、パティオ）をもつ建物、住宅のこと。中庭は、外の空間から完全に遮蔽され、プライベートな空間でありながら、半ば戸外空間でもあり、採光や通風を確保することができる。
防犯上も、メリットのある様式である。
ヨーロッパの都市にはよくみられるスタイルで、建築物が密集していて、開口部が取り難い場所ではよく大規模集合住宅に採用される。形態からいうと、□やコの字型、あるいはL字型などの選択肢がある。坪庭をもった住宅などもコートハウスと呼ぶことがある。ただし、コートハウスという名称は国内でのみ通用するもので、英語表記での「コートハウス」（en:Courthouse）は裁判所の意である。